# Surkhet (dystrykt)

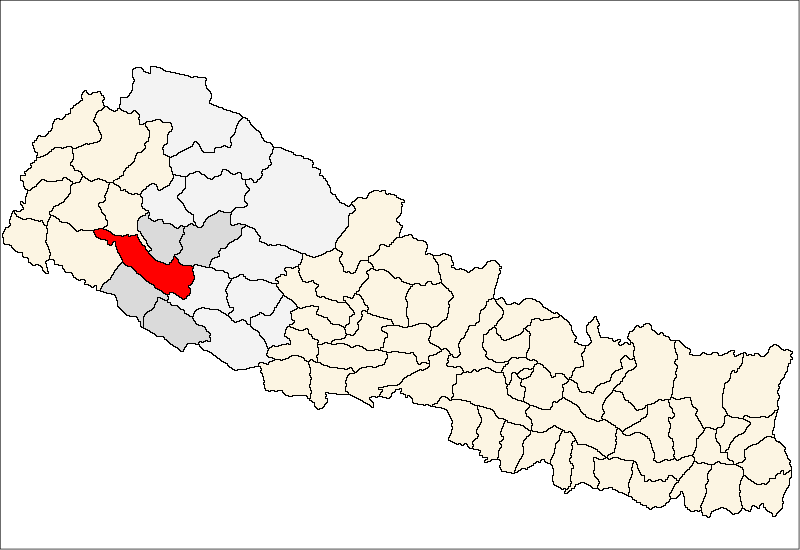
Dystrykt Surkhet

Dystrykt Surkhet (nep. सुर्खेत) – jeden z siedemdziesięciu pięciu dystryktów Nepalu. Leży w strefie Bheri. Dystrykt ten zajmuje powierzchnię 2451 km², w 2001 r. zamieszkiwało go 288 527 ludzi. Stolicą jest Surkhet.